# 6L6
Le tube 6L6 est une tétrode à faisceau dirigé de puissance créée par RCA en 1936. Variantes : 6L6G, 6L6GA, 6L6GB, 5881, 5932 ou 6L6GC.

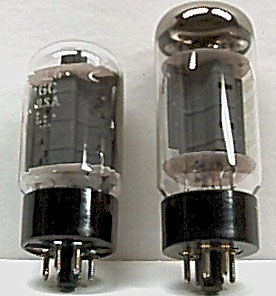
Tubes 6L6GC, à gauche : modèle de General Electric des années 1960, à droite : modèle de fabrication actuelle (2000) de Svetlana/SED

## Présentation
Ce tube de puissance est conçu pour l'amplification audio et prend place sur un support octal (8 broches).

## Utilisation
Ce tube peut être polarisé par résistance de cathode découplée ou bien par une tension externe.
Souvent utilisé pour les amplificateurs de guitares électriques, par exemple le Fender bassman. Utilisé aussi en HiFi. Il a eu de nombreux dérivés : 807 (Prévu pour l'amplification d'émission HF, utilisé en audio et en amplificateur de balayage lignes au début de la TV), 6V6 (Audio de puissance plus modeste, très apprécié en guitare (Fender Princeton)), toute la série KT (Audio), le 813 (émission) le EL36,EL300 et EL5xx (amplification de balayage lignes TV).

## Caractéristiques
Les caractéristiques dépendent du fabricant et sont données à titre indicatif:
Le 6L6 a une enveloppe en métal et n'est plus fabriqué.
Le 6L6GC a une enveloppe en verre.
- Support octal
- Chauffage 6.3V 900mA
- Tension de plaque maximale 360V pour la 6L6 et 500V pour la 6L6GC
- Dissipation de plaque 19W pour la 6L6 et 30W pour la 6L6GC
- Dissipation de la grille n°2 2.5W pour la 6L6 et 5W pour la 6L6GC

## Fabricants actuels
- JJ (Slovénie)
- Sovtek (Russie)
- Shungang (Chine)